# QWIEN – Zentrum für queere Geschichte
Das Zentrum QWIEN im vierten Wiener Gemeindebezirk wurde 2009 unter dem Namen QWIEN – Zentrum für schwul/lesbische Kultur und Geschichte gegründet. 2019 fand anlässlich des zehnjährigen Gründungsjubiläums eine Umbenennung zu QWIEN – Zentrum für queere Geschichte statt. Neben der Einrichtung eines Archivs und einer Bibliothek, in welchen sich vor allem schriftliche und materielle Zeugnisse queeren Lebens befinden, ist die Aufgabe des Zentrums die Durchführung wissenschaftlicher Forschung mit Vortrags- und Publikationstätigkeiten. Als Teil des Vermittlungsprogramms werden Stadtspaziergänge angeboten, die sich auf die Vermittlung der Geschichte von LGBTI in Wien fokussieren.

## Geschichte

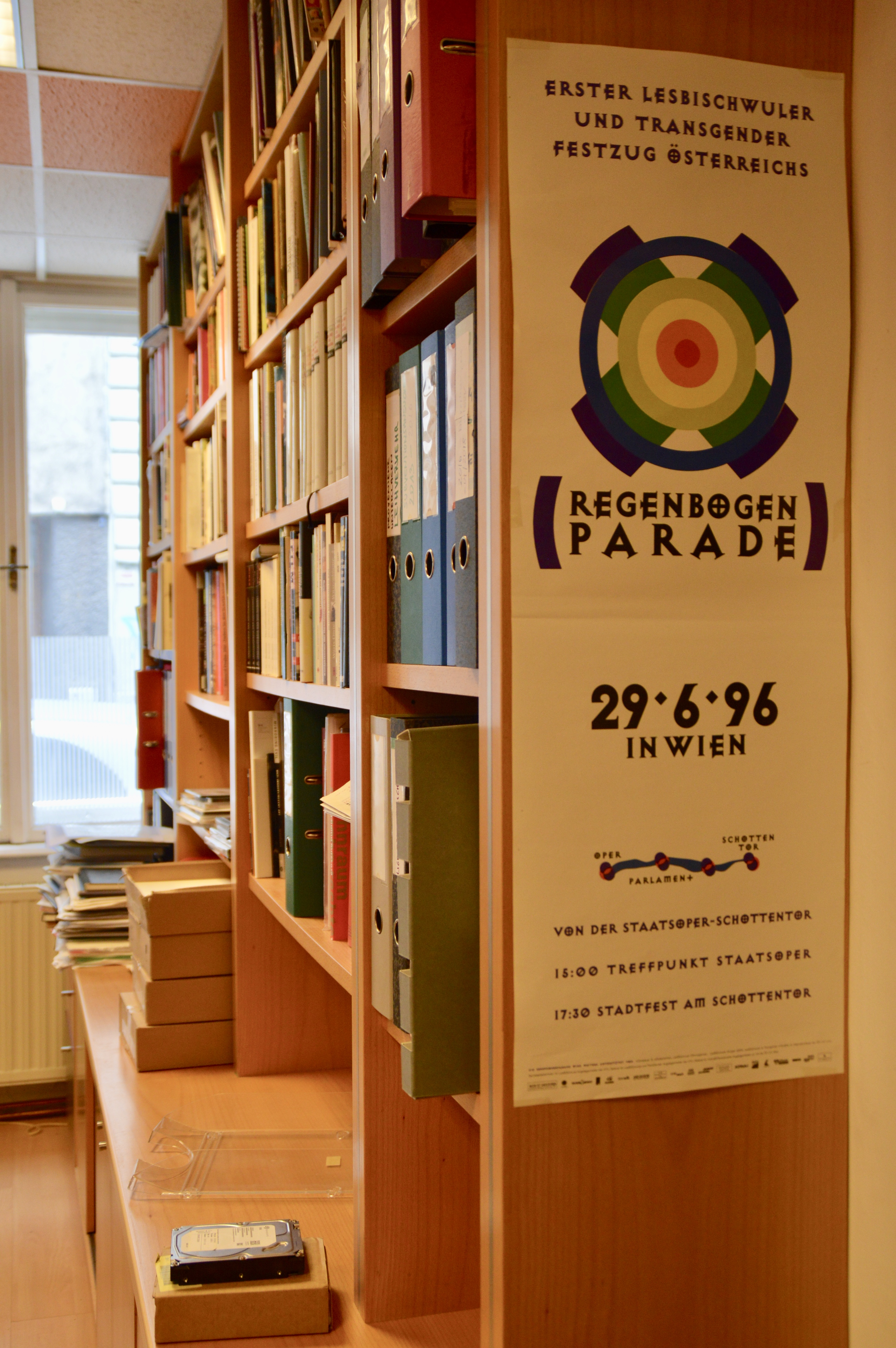
QWIEN

QWIEN ging aus dem Verein Ecce Homo hervor, der bis 2003 das queere Kultur- und Entertainment-Festival Wien ist andersrum organisierte. Nach dem Festival 2004 wurde Wien ist andersrum eingestellt.
Bereits im Jahre 1998 veröffentlichten Andreas Brunner, ein österreichischer Historiker, Ausstellungskurator und Wiener Stadtführer, und Hannes Sulzenbacher, ein österreichischer Historiker, Ausstellungskurator und von 2002 bis 2004 alleiniger künstlerischer Leiter von Wien ist andersrum, einen Wien-Reiseführer mit dem Titel Schwules Wien. Reiseführer durch die Donaumetropole. Neben Spaziergängen durch die Stadt und einem umfangreichen Serviceteil versuchten die beiden Herausgeber auf über 100 Seiten erstmals die Geschichte männlicher Homosexualität in Wien vom Mittelalter bis in die Gegenwart zu beschreiben. Da nur wenig universitäre Forschung zu diesem Thema vorhanden war und es bis zu diesem Zeitpunkt keine Institutionen gab, die Materialien zur homosexuellen Geschichte sammelten, wurde schon damals die Gründung eines Archivs für die schwule bzw. schwul-lesbische Geschichte angedacht. Vorbilder dafür waren unter anderem das Frauen- und Lesbenarchiv Stichwort in Wien, das Schwule Museum in Berlin und das IHLIA (früher HomoDoc) in Amsterdam.

### Ausstellung „geheimsache:leben“
Ecce Homo veranstaltete im Jahre 2005 die Ausstellung geheimsache:leben: Schwule und Lesben im Wien des 20. Jahrhunderts, mit über 700 Objekten die erste große Ausstellung zur Geschichte der Homosexualitäten in Österreich. Die Ausstellung dokumentierte die wissenschaftliche Auseinandersetzung und die mediale Darstellung von Homosexualität im Österreich des 20. Jahrhunderts, die schwul-lesbische (Sub-)Kultur von Wien, aber auch die strafrechtliche Verfolgung und gesellschaftliche Ächtung von homosexuellen Männern und Frauen, insbesondere in der NS-Zeit.

### Ausstellung „Paul Pichier – Das Negativwerk“
Im Zuge der Vienna Pride 2007 organisierte Ecce Homo die Ausstellung Paul Pichier – Das Negativwerk im Nestroyhof in Zusammenarbeit mit fotoK-Fotokolleg. Paul Pichiers Fotografien, die auf über 750 Glasplattennegativen im Bildarchiv der Österreichischen Nationalbibliothek erhalten sind, zeigen Genreszenen, Naturfotografie und Knabenakte und wurden als Diaprojektionen präsentiert.

## Arbeitsbereiche
QWIENs Tätigkeitsbereiche umfassen: Sammeln – bewahren – erforschen – erinnern – vermitteln.

### Sammeln und bewahren: Bibliothek und Archiv

#### Bibliothek

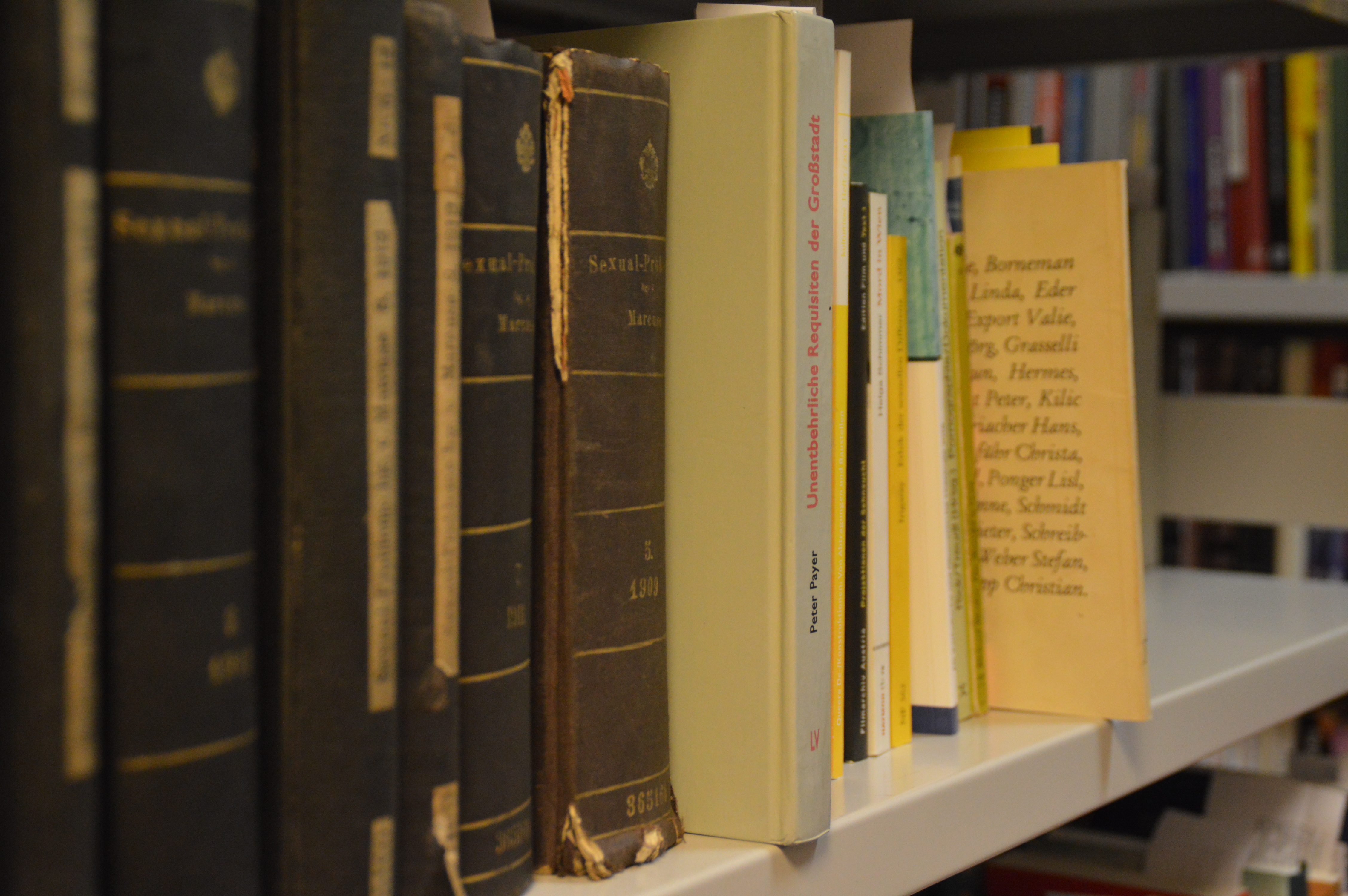
Bibliothek QWIEN

Mit Ausnahme jener Bestände, die aus Gründen des Persönlichkeitsrechts nicht oder nur teilweise eingesehen werden können, sind alle Sammlungen des Zentrums QWIEN öffentlich zugänglich und stehen während der Öffnungszeiten bei Voranmeldung zur freien Benutzung zur Verfügung.
Die QWIEN-Bibliothek umfasst zurzeit etwa 5.000 Bände. Dazu zählen Publikationen zur homosexuellen Geschichte und Geschichtswissenschaft, Sexualität und Sexualwissenschaft, Aids, Soziologie, Psychologie, Frauen- und Lesbenbewegung, Ausstellungskataloge und Publikationen zu queerer Kunst und Biografien. Weiters Belletristik vom schwulen Coming-Out-Roman bis zum lesbischen Krimi und um Pornografisches. Ergänzt und ausgebaut werden die Bestände durch private Schenkungen, Ankäufe und durch Erwerb bzw. Tausch mit anderen schwul/lesbischen Bibliotheken und Archiven.

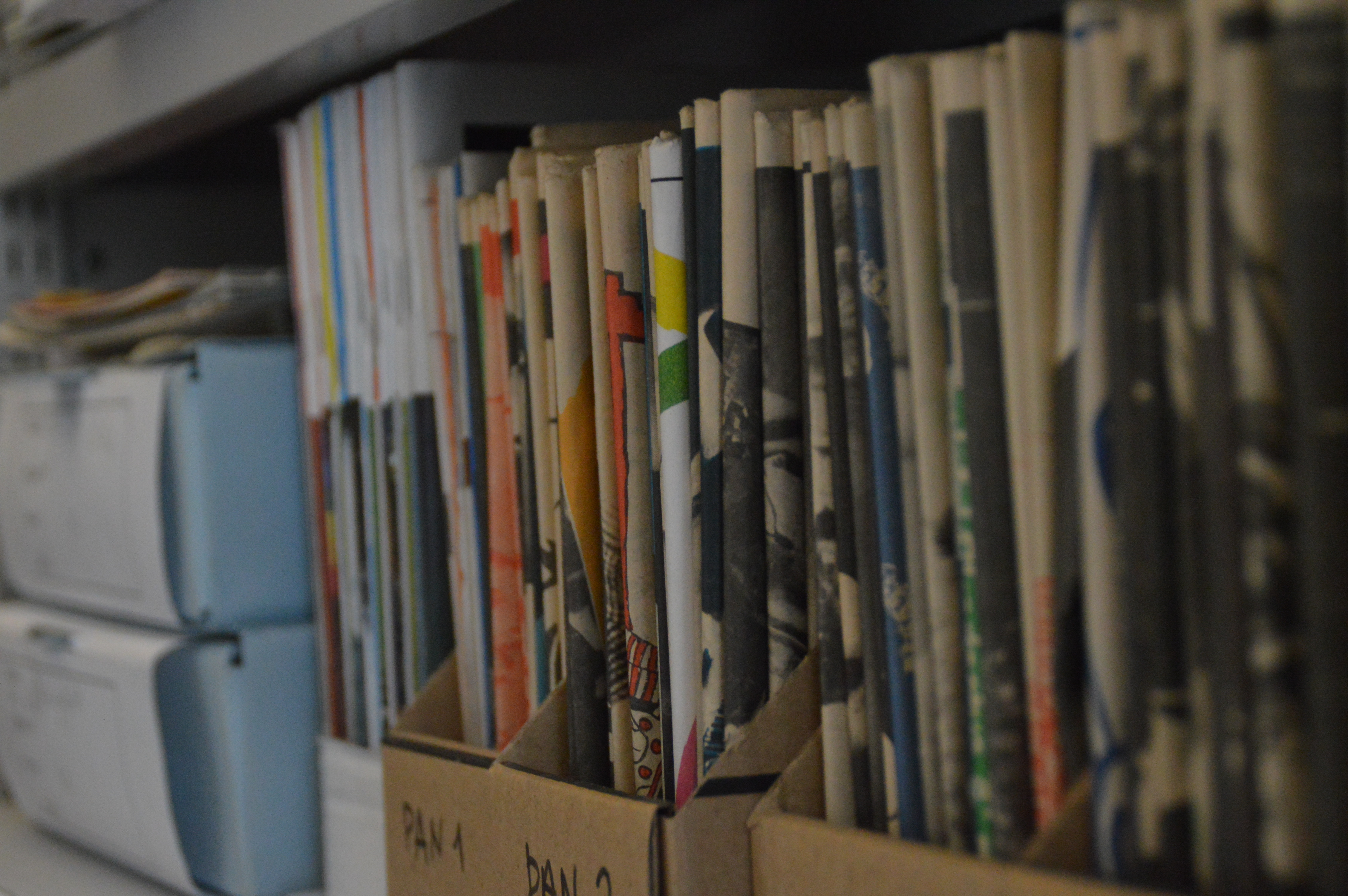
Zeitschriften Qwien

Darüber hinaus beherbergt die Bibliothek seit der Übernahme des Zeitschriftenarchivs der HOSI Wien, die umfangreichste Sammlung an Zeitschriften und Magazinen für homosexuelle Männer und Frauen in Österreich. Die Basis hierfür bildeten die Übernahmen des Teilnachlasses des österreichischen Schriftstellers Erich Lifka sowie jene des Zeitschriftenarchivs der HOSI Wien. Sie umfasst sämtliche diesbezügliche österreichischen Zeitschriften seit den 1970er-Jahren, aber auch seltene ältere Ausgaben sowie zahlreiche internationale Publikationen. Unter diesen Zeitschriften befinden sich alle österreichischen Zeitschriften seit den 1970er Jahren, seltene Zeitschriften aus den 1950er und 1960er Jahren wie Der Kreis, Der Weg, eos, Arcadie, Vennen, sowie über 100 deutschsprachige und internationale Zeitschriftentitel in Gesamt- oder Teilbeständen.

#### Archiv

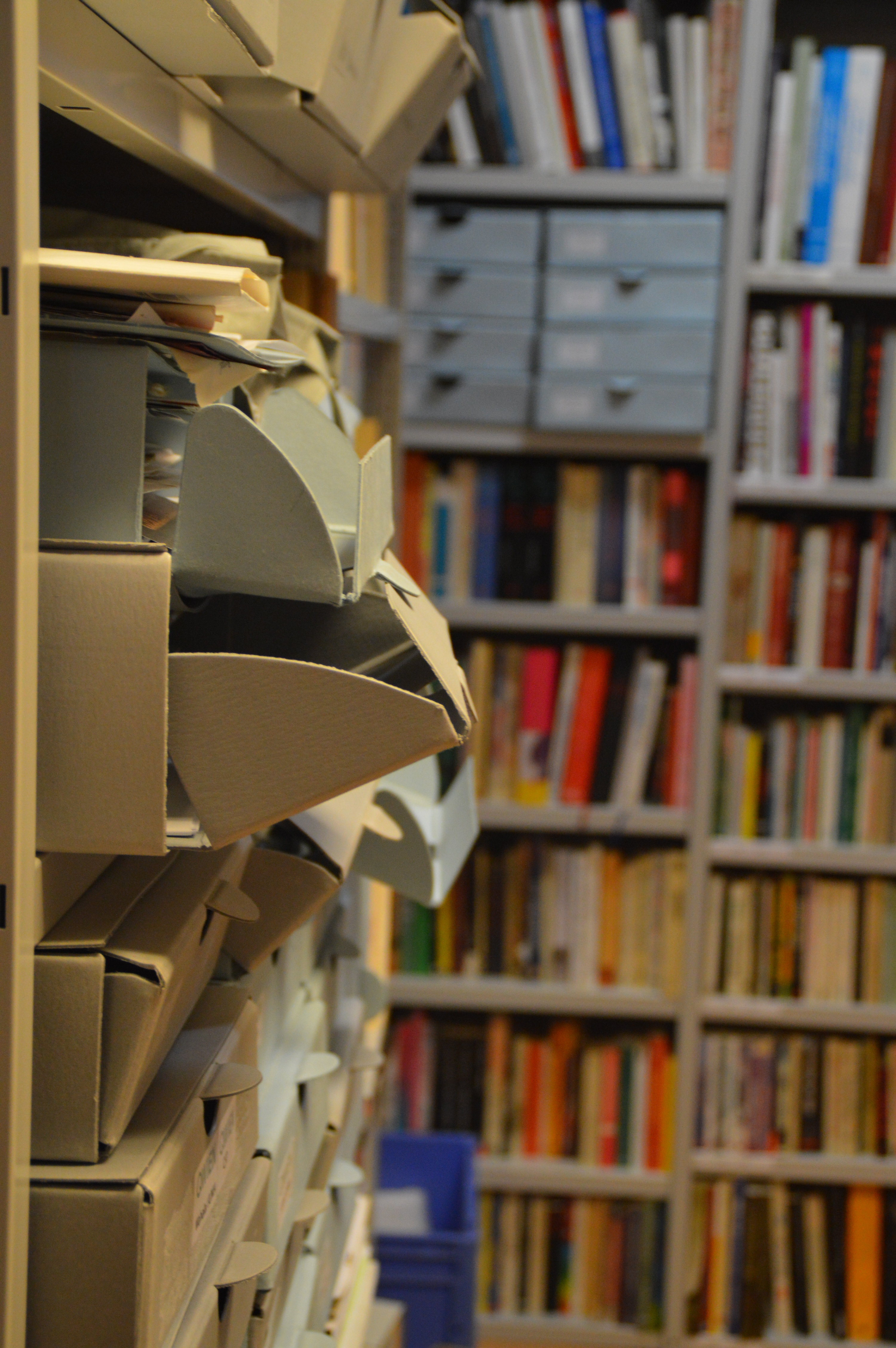
Archiv QWIEN

Aufgabe des Archivs ist es, schriftliche und materielle Zeugnisse schwulen und lesbischen Lebens, aber auch zu Trans- und Intersexualität aufzubewahren und einer interessierten Öffentlichkeit zur Verfügung zu stellen. Den Grundstock des Archivs bildet das für die Ausstellung geheimsache:leben. Schwule und Lesben im Wien des 20. Jahrhunderts, die 2005 eröffnet wurde, zusammengetragene Material. Das Archiv beinhaltet die Archive der Aidshilfe Wien, des ehemaligen Szene-Magazins Bussi, der Österreichischen Liga für Menschenrechte (Dauerleihgabe) und Nachlässe wie jenen des Schriftstellers Erich Lifka. Zuletzt wurde unter anderem ein Teil-Vorlass des österreichischen Aktivisten, Autors und Show-Masters Hermes Phettberg gesichtet und aufbereitet.
Das Archiv beherbergt ein kleines Fotoarchiv mit historischen Aufnahmen von Lokalen der Subkultur, von der Regenbogenparade und anderen schwul/lesbischen Events sowie eine Plakatsammlung mit ca. 1.000 Plakaten von den 1980er-Jahren bis zur Gegenwart. Ergänzt wird das Archiv durch Graue Literatur zur Geschichte der Homosexuellenbewegung seit den 1970er-Jahren und durch Broschüren, Flugblätter, Flyer und Memorabilia. Im Bestand sind außerdem über 50 Archivkartons mit Zeitungsausschnitten zum Thema Homosexualität seit den 1970er-Jahren. 2019 wurde mit der Aufarbeitung des Archivs der Österreichischen Liga für Menschenrechte, das als Dauerleihgabe im Zentrum QWIEN aufbewahrt wird, begonnen.

### Erforschen: Wissenschaftliche Projekte und Ausstellungen

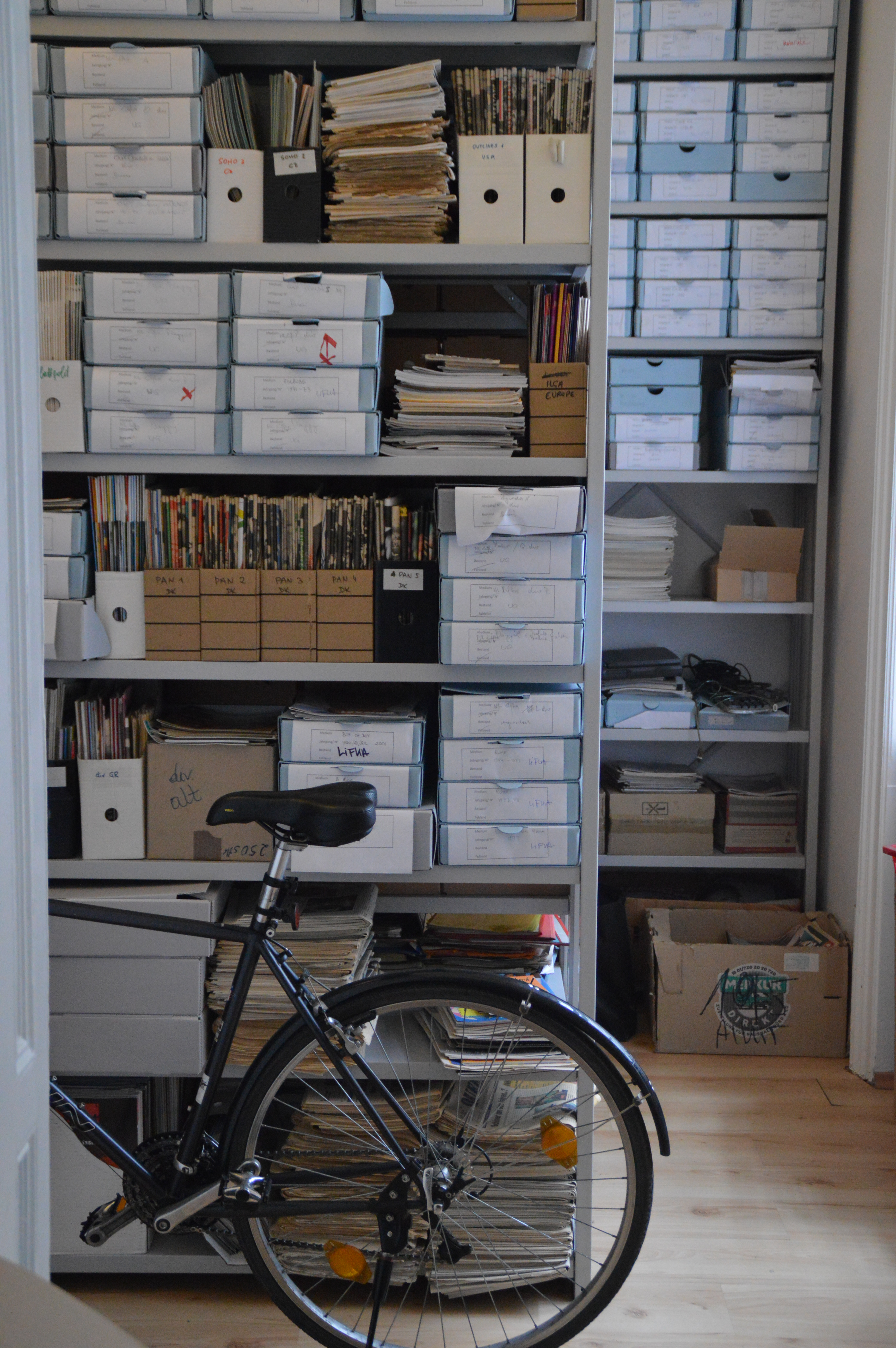
Forschung bei QWIEN

Als Forschungszentrum für die queere Geschichte Wiens und Österreichs führte QWIEN seit seinem Bestehen zahlreiche wissenschaftliche Projekte durch. Ein zentrales Forschungsfeld ist die Erforschung der nationalsozialistischen Verfolgung von Homosexuellen und Transpersonen in Wien, was die Erinnerung an die Opfer dieser Verfolgung einschließt. Neben Projekten zur queeren Stadtgeschichte werden sozialwissenschaftliche Fragestellungen behandelt. Umfangreiche Archivbestände zur Wiener Lesben- und Schwulenbewegung ermöglichen weiters Forschungen zur Bewegungs- und Emanzipationsgeschichte.
Zu den wissenschaftlichen Projekten zählen:
Stonewall in Wien (1969–2009): Chronologie der lesbisch-schwulen-transgender Emanzipation: In Zusammenarbeit mit den Grünen andersum Wien und dem queeren TV-Magazin Queer Lounge des unabhängigen Stadtsenders OKTO TV erarbeitete QWIEN aus Anlass des 40-jährigen Jubiläums der Stonewall Riots ein Oral-History-Projekt zur Geschichte der lesbisch-schwulen-transgender Emanzipation in Österreich. Diese Interviews wurde teilweise transkribiert und in einer gratis verteilten Print-Publikation mit Beiträgen zur historischen Entwicklung der LGTBI-Bewegung veröffentlicht. Kurzfassungen von dreizehn der insgesamt 25 Interviews sind auf einen youtube-Kanal abrufbar. Die Langfassungen aller Gespräche sind bei QWIEN zugänglich.
Wieden 800 (2011): Im Auftrag der Bezirksvorstehung Wieden publizierte QWIEN 2011 ein Magazin anlässlich des 800-Jahr Jubiläums des 4. Wiener Gemeindebezirks. 800 Jahre Bezirksgeschichte wurden in thematischen Spaziergängen erzählt, wobei das Thema Homosexualität als integrierter Teil der regionalen Geschichte präsentiert wurde.
Gewalt unter schwulen Männern (2012) ist eine kulturhistorische Studie zu einem tabulierten Thema. Der Abschlussbericht stellt die wichtigste Literatur nun zusammen und soll als Ausgangspunkt für eine breitere Thematisierung von Gewalt unter männlichen Homosexuellen diesen. Die für den über 50 Seiten dicken Bericht recherchierte Literatur ist in der Bibliothek von Zentrum QWIEN für wissenschaftliche Zwecke zu benutzen.
Die namentliche Erfassung der homosexuellen und transpersonen Opfer des Nationalsozialismus in Wien (2012–2018): Das Projekt hatte zum Ziel, alle verfügbaren Quellen zur nationalsozialistischen Verfolgungsgeschichte zu erfassen und in einer Datenbank auszuwerten. Der größte Aktenbestand, die weitgehend erhaltenen Strafakten der Landesgerichte I und II sowie des Sondergerichts Wien, die im Wiener Stadt- und Landesarchiv erhalten sind, wurde inzwischen digitalisiert und zum Großteil in die Datenbank aufgenommen. Neben den personenbezogenen Daten wurden auch Informationen über die Verfolgung (polizeiliche Ermittlungen, ermittelnde Beamte, Gerichtspersonal, Prozessdaten etc.) erfasst, da der gesamte Prozess der Verfolgung in all seinen Teilschritten dokumentiert werden sollte. Diese Informationen beinhalten die ersten Ermittlungen und die Umstände einer möglichen Verhaftung, Vernehmungen, Hausdurchsuchungen durch Kriminalpolizei oder Gestapo, Verlauf und Ausgang des Strafprozesses, sämtliche am Prozess beteiligte Behörden und Institutionen sowie die eventuelle Verbringung einer verurteilten Person in ein Konzentrations- bzw. Arbeitslager. Eine erste, grobe Auswertung der Daten erfolgte 2018. Nach Abschluss der Aufnahme kann die Datenbank der Forschung für die verschiedensten historischen Fragestellungen genützt werden.
Fachkonferenz: Gedenken neu gedacht – Wien gedenkt vergessener Opfer. Zeithistorische, gesellschaftliche, queere und künstlerische Dimensionen des Gedenkens an homosexuelle und transgender NS-Opfer (2014): In der von der Wiener Antidiskriminierungsstelle für gleichgeschlechtliche und transgender Lebensweisen (WASt) und QWIEN veranstalteten Tagung wurden die Grundlagen für ein geplantes Mahnmal für die homosexuellen und transgender Opfer der NS-Zeit diskutiert, die 2015 in der Publikation Zu Spät? dokumentiert wurden.
Die Strafverfolgung homosexueller Handlungen durch die NS-Militärgerichtsbarkeit in Wien (2015): 400 Kartons mit Gerichtsakten der Deutschen Wehrmacht aus dem Bestand des Österreichischen Staatsarchivs wurden nach Verurteilung gemäß §175 durchgesehen, etwa 100 relevante Fälle digitalisiert und in der Opfer-Datenbank ausgewertet.
„Warme“ vor Gericht. Zu Selbst- und Fremdbildern Homosexueller in der NS-Zeit in Österreich (2016): Basierend auf den Vorgängerprojekten der „Namentlichen Erfassung“ und der Strafverfolgung durch die NS-Militärgerichtsbarkeit widmete sich das Projekt „Warme“ vor Gericht  den Selbst- und Fremdbildern von Männern, die in der NS-Zeit als Homosexuelle verfolgt wurden. Im Mittelpunkt des Projekts stand die Forschungsfrage, welche Selbst- und Fremdbilder sich aus den Strafakten jener Personen destillieren lassen, die als Homosexuelle verfolgt wurden und welche Rückschlüsse daraus auf die Identitätskonstruktionen der Verfolgten einerseits und die Fremdzuschreibungen durch die nationalsozialistischen Verfolger andererseits gezogen werden können.
Sex in Wien. Lust. Kontrolle. Ungehorsam (2016): In Kooperation mit dem Wien Museum veranstaltete Ausstellung erzählte anhand zahlreicher Beispiele vom 19. Jahrhundert bis heute, wie dieses stete Ringen um Verbot und Freiheit jeden Moment einer sexuellen Begegnung prägte und prägt – vom „ersten Blick“ bis zur „Zigarette danach“.
Von Homoerotik zu Homophobie. Zur Dekonstruktion stereotyper Sexualitäts- bzw. Männlichkeitsbilder des „Orients“: Das Projekt nimmt vor allem die Debatten über die, als solche wahrgenommene, „Andersartigkeit“ orientalischer (und hier besonders: männlicher muslimischer) Sexualität sowie die sich daraus ergebende mögliche „Bedrohung unserer Kultur“ zum Anlass, historische und aktuelle „orientalistische“ Bilder von Männlichkeit und Sexualität im Gebiet des heutigen Deutschland und Österreich zu dekonstruieren. Indem ihre Abhängigkeit von den jeweils gültigen Geschlechter- bzw. Sexualitätsvorstellungen innerhalb der „westlichen“ Kulturen aufgezeigt wird, sollen aus einer männergeschichtlichen Sicht korrektive Perspektiven in den gegenwärtigen, vielfach von Stereotypen und Vorurteilen geprägten gesellschaftlichen Diskurs eingebracht werden. Das geplante Projekt greift damit einen Brennpunkt auf, der sich nicht zuletzt durch die gegenwärtigen Flucht- und Migrationsbewegungen in der öffentlichen Wahrnehmung zunehmend verschärft.

### Vermitteln

#### QWIEN Guide: Stadtspaziergänge
Im Fokus der Queer City Walks stehen die Lebenswelten homosexueller Menschen zwischen dem 18. Jahrhundert und heute, und nicht skandalöse und anzügliche Anekdoten. Die touristische Arbeit des Vereins QWIEN ermöglicht es, die eigenen Forschungs- und Recherchearbeiten der Öffentlichkeit zugänglich zu machen und als Kulturvermittler zu wirken.
Regenbogenführungen an der Universität Wien
In Kooperation mit der Universität Wien bietet „QWIEN Guide“ seit 2009 die Regenbogenführungen im Hauptgebäude der Universität an, bei denen die Geschichte der Homosexualitäten und der akademische und gesellschaftliche Diskurs zum Thema Homosexualitäten an der Universität beleuchtet wird.

#### Queer History Day
2014 fand erstmals der jährliche Queer History Day statt. Die Veranstaltung setzt sich mit historischen Themen und Fragestellungen der queeren Geschichte auseinander und wendet sich niederschwellig an Studierende, Lehrende, Schüler und alle am Thema Interessierten. Der Veranstalter möchte in Zusammenarbeit mit dem Institut für Geschichte auf neue Forschungsbereiche und Fragestellungen aufmerksam machen, Anregungen im Bereich der Geschichtsschreibung geben und ein breites Publikum für queere Geschichte sensibilisieren.